# Demi (álbum)
Demi —estilizado en mayúsculas— es el cuarto álbum de estudio y primer álbum homónimo de la cantante y actriz Norteamericana Demi Lovato, lanzado el 10 de mayo de 2013 en Australia, Noruega, Nueva Zelanda, los Países Bajos y Suiza, y el 14 del mismo mes en Norteamérica bajo el sello discográfico Hollywood Records.
Logró un éxito comercial moderado alrededor del mundo. En los Estados Unidos, debutó en el tercer puesto de la lista Billboard 200 con 110 000 copias vendidas, siendo su mejor semana en ventas en el país, desde Here We Go Again en 2009 y su cuarto álbum consecutivo en alcanzar el top cinco. Internacionalmente, logró ocupar un puesto entre los diez primeros de Brasil, Canadá, Croacia, Dinamarca, Escocia, España, Irlanda, Italia, México, Noruega, Nueva Zelanda, el Reino Unido y Taiwán. Gracias a sus ventas, recibió un disco de diamante en Brasil, y discos de oro en Canadá, Colombia y México. Actualmente, el álbum cuenta con más de 1,3 millones de copias vendidas en todo el mundo.
Para su promoción, la discográfica lanzó cuatro sencillos al mercado. El primero, «Heart Attack», escaló hasta el décimo lugar en la lista estadounidense Billboard Hot 100, mientras que en otros países como Canadá, Irlanda, Nueva Zelanda y el Reino Unido se ubicó entre el top diez. El siguiente sencillo fue «Made in the USA», el cual solo ingresó a listas estadounidenses y algunas de Europa. Por último, los temas «Neon Lights» y «Really Don't Care» se escogieron para ser, respectivamente, el tercer y cuarto sencillo del disco, teniendo un éxito moderado en los Estados Unidos. El videoclip de «Nightingale» se publicó el 24 de diciembre de 2014 como regalo para todos sus fanes.

## Antecedentes
El álbum comenzó a escribirse en abril de 2012, mientras que la grabación comenzó a finales de año entre las apariciones de Lovato como mentora en la segunda temporada de la versión estadounidense de The X Factor. De acuerdo con Lovato, el álbum será «una fuente de inspiración para las personas en todas partes que están pasando por los mismos problemas a los que yo me he enfrentado». Lovato también dijo que incluye una secuela de«Skyscraper». «Estoy muy orgullosa de este álbum», dijo en un comunicado. «¡Es lo mejor que he hecho! He experimentado con una variedad de sonidos diferentes y derramé mi corazón al escribir estas canciones. ¡Estoy muy emocionada porque todo el mundo tenga finalmente la oportunidad de escucharlas!»

## Contenido musical
Lovato describe DEMI como «buena y clásica música pop americana» la cual está profundamente influenciada por su sencillo del 2012, «Give Your Heart a Break», según ella, las letras y ritmos «pegadizo» fueron bien recibidas por los fanáticos, por lo cual ella decidió seguir explorando ritmos similares en el álbum. De acuerdo con Lovato, su anterior trabajo, Unbroken, tenía canciones que «la cansaron» muy rápido, por lo que decidió grabar nuevas canciones que fueran «más excitantes» para ella en DEMI. Los géneros en el álbum abarcan el pop rock, el synthpop y el bubblegum pop.
Aparte de canciones pop como «Without the Love», también se encuentran canciones «emocionales» en DEMI. Un ejemplo de ello es «Shouldn't Come Back» o «Warrior»; donde Lovato dice que son bastante emocionales como para cantarlas en vivo, comparándolas con «For the Love of a Daughter» de su álbum anterior. La revista Billboard declaró que «Warrior» trata sobre Lovato declarándose a sí misma como «un fénix que se levantó de sus cenizas» con letras emocionales como «I've got scars that I will never show/I'm a survivor, in more ways than you'll know» («Tengo cicatrices que nunca mostraré/Soy una superviviente en más formas de las que conocerás»). Mientras hablaba sobre la canción en una entrevista, la cantante aseguró: «Esa canción es probablemente la más fácil y difícil en componer del álbum. Estaba escribiendo sobre experiencias personales, y ese es el tipo de canciones en las que no puedes introducir todo en ella».
El tema del americanismo en el álbum es evidente en «Made in the USA», una canción de amor patriótica inspirada por las historias de amor americanas que regresan a la década de 1930. Esta pista explora el pop, el rock y el country, que se encuentran presentes gracias a la instrumentación compuesta principalmente por guitarras eléctricas y un banyo desde el minuto 2:18. El álbum también posee baladas como «Two Pieces» descrita como un «himno cinemático» por Billboard, «Nightingale» cuya lírica habla acerca del deseo de la cantante de ser guiada por el canto de un ruiseñor, «In Case» una balada a piano acerca de una ruptura. El disco también tiene canciones pegadizas como «Something That We're Not» y «Really Don't Care» de un estilo más alegre y desenfadado. Las canciones «Neon Lights», «Fire Starter» y «Never Been Hurt» han sido catalogadas como la muestra de una Lovato más poderosa explorando los ritmos dance y dubstep y mostrando influencias de Britney Spears, Rita Ora y siendo comparada con Taylor Swift en «Never Been Hurt». Lovato declaró que todas sus canciones poseen «potencial para ser un sencillo» y que «no hay ninguna canción de relleno». La última pista del álbum en la edición de Target es «I Hate You, Don't Leave Me», la cual aclamaron por los críticos por sus arreglos acústicos y fue comparada con «Shouldn't Come Back» por las similitudes en la lírica y sonido.

## Sencillos
- «Heart Attack» fue lanzado como el primer sencillo del álbum el 25 de febrero de 2013.[33] La canción fue escrita por Mitch Allan, Jason Evigan, Sean Douglas y Nikki Williams, y producida por The Suspex.[34][35] Alcanzó el número 10 en el Billboard Hot 100, convirtiéndose en la tercera canción de Lovato en hacerlo. El vídeo musical de "Heart Attack" se rodó el 13 de marzo de 2013,[36] y se estrenó el 9 de abril de 2013.[37] Demi ha interpretado la canción en vivo en varios programas, incluyendo Good Morning America y Jimmy Kimmel Live.[38][39]

- «Made in the USA» fue lanzado como el segundo sencillo del álbum el 24 de junio de 2013. Demi Lovato asumió como directora, pues ella siempre ha querido dirigir y tenía muy claro que quería hacer. El vídeo, fue estrenado el 17 de julio de 2013.

- «Neon Lights» fue anunciado como tercer sencillo del álbum, la fecha de su lanzamiento fue el 6 de noviembre de 2013, ese mismo día Lovato subió el vídeo con letra de la canción a su cuenta de VEVO, además se ha anunciado un tour con el mismo nombre, el cual iniciaría en 2014.

- «Really Don't Care» fue confirmado como el cuarto sencillo del álbum. El 14 de mayo de 2014 se publicó un vídeo lírico que fue grabado en Brasil. Al final del vídeo, Lovato agradece a los fanáticos del país por ayudarla con la grabación. El 26 de junio de 2014 se estrenó el vídeo oficial de la canción a través de la cuenta VEVO de Demi, en el cual apoya a la comunidad LGBT. El vídeo está prohibido en algunos países debido a su contenido.

## Promoción
El 6 de mayo de 2013, Lovato pidió a sus seguidores de Twitter para "desbloquear" todo el álbum, poniendo títulos de las canciones en hashtags. Un sitio web especial lovaticsspeeduptime.com fue lanzado, mostrando todas las canciones junto a un reloj que a su vez serían enviados tuits. Una vez que una canción se convirtió en tendencia, su vídeo de YouTube se hizo disponible en VEVO. Todas las canciones fueron desbloqueados en cuatro horas.
Además, Lovato realizó varias presentaciones en vivo de los sencillos extraídos del álbum, además de conceder entrevistas o ser portada de diferentes revistas.

### Giras
Para continuar con la promoción de este álbum, Lovato se embarcó en dos giras: la primera el "The Neon Lights Tour", con la que Lovato visitó América del Norte, Latinoamérica y una representación en Inglaterra. El "Demi World Tour" visitó el continente asiático y oceánico además de Estados Unidos, Canadá y Turquía entre el 2014 y 2015.

## Recepción de la crítica
El álbum recibió críticas generalmente positivas de los críticos de musical. De acuerdo al agregador de revisión Metacritic, el álbum tiene una puntuación de 64 sobre 100 basado en 5 comentarios, lo que indica "críticas generalmente favorables". Jason Lipshutz de Billboard fue positivo con su opinión, calificando el álbum 79/100, diciendo que "la cantante tiene un fuerte control sobre sus habilidades como intérprete, pero todavía es cincelar lejos en la fórmula que mejor se adapte a ella como una artista, y sin darse cuenta de que está poniendo el auto-descubrimiento en la exhibición aquí." Jon Caramanica de The New York Times También fue positivo con su opinión, calificando el álbum 80/100, diciendo que es "[un] impresionante cuarto álbum". Stephen Thomas Erlewine de Allmusic fue favorable con su opinión, calificando el álbum con 3 estrellas de cinco, diciendo que "En última instancia, esto no es un disco de propósito, que es una colección de momentos, y que es lo suficiente bueno para consolidar el regreso de Demi Lovato." Jody Rosen de Rolling Stone también fue favorable con su opinión, calificando el álbum con tres estrellas de cinco, diciendo que "Es algo predecible - canciones descaradas, canciones de amor, un par de palabras de ánimo pop-psych - pero Lovato es una buena compañía, y su voz tiene rachas y carácter." FromYorkshire de Sputnikmusic fue aclamado con su opinión, calificando el álbum con 5 estrellas de cinco, diciendo que "Esta es una magnífica excursión del cuarto álbum de estudio de Demi Lovato con un increíble respaldo de trabajo instrumental y magníficas voces que hace sin duda el más fuerte disco de pop/R&B en el año. La voz de Demi son los más fuertes que han sido nunca y el trabajo instrumental de apoyo es simplemente increíble. Shouldn't Come Back es la canción de aquí que es más recomendable únicamente por el increíble trabajo acústico".
Melissa Maerz de Entertainment Weekly sin embargo, dio una crítica agridulce y clasificó el álbum una C+, diciendo que "es una lástima que su nuevo álbum, Demi, suena como un regreso tan decisivo al pop adolescente." Marc Hirsh de The Boston Globe también fue mixto y clasificó el álbum 50/100, que dice que "Demi Lovato suena como si está agarrando a golpes, cuando solía sonar como si estuviera haciendo música y diversión."

## Lista de canciones
- Edición estándar

| N.º   | Título                               | Escritor(es)                                                                    | Productor(es)                                | Duración |  |
| 1.    | «Heart Attack»                       | Demi Lovato Mitch Allan Jason Evigan Sean Douglas Nikki Williams Aaron Phillips | Evigan Allan                                 | 3:31     |  |
| 2.    | «Made in the USA»                    | Demi Lovato Jonas Jeberg Evigan Corey Chorus Blair Perkins                      | Jeberg Evigan (co.)                          | 3:16     |  |
| 3.    | «Without the Love»                   | Lovato Matt Squire Roy Battle Freddy Wexler                                     | Squire Battleroy David "DQ" Quiñones (vocal) | 3:55     |  |
| 4.    | «Neon Lights»                        | Lovato Mario Marchetti Tiffany Vartanyan Ryan Tedder Noel Zancanella            | Tedder Zancanella                            | 3:53     |  |
| 5.    | «Two Pieces»                         | Livvi Franc Allan Evigan                                                        | Evigan Allan                                 | 4:25     |  |
| 6.    | «Nightingale»                        | Lovato Anne Preven Matt Radosevich Felicia Barton                               | Matt Rad Preven (vocal)                      | 3:36     |  |
| 7.    | «In Case»                            | Emanuel "Eman" Kiriakou Priscilla Renea                                         | Kiriakou                                     | 3:34     |  |
| 8.    | «Really Don't Care» (con Cher Lloyd) | Demi Lovato Carl Falk Rami Yacoub Savan Kotecha Cher Lloyd                      | Falk Rami                                    | 3:21     |  |
| 9.    | «Fire Starter»                       | Jarrad "Jaz" Rogers Lindy Robbins Julia Michaels                                | Rogers Quiñones (vocal)                      | 3:24     |  |
| 10.   | «Something That We're Not»           | Lovato Andrew Goldstein Kiriakou Kotecha                                        | Kiriakou Goldstein                           | 3:17     |  |
| 11.   | «Never Been Hurt»                    | Lovato Ali Tamposi Evigan Jordan Johnson Marcus Lomax Stefan Johnson            | Evigan The Monsters and the Strangerz        | 3:56     |  |
| 12.   | «Shouldn't Come Back»                | Lovato Yacoub Falk Kotecha                                                      | Rami Falk                                    | 3:49     |  |
| 13.   | «Warrior»                            | Lovato Goldstein Kiriakou Robbins                                               | Kiriakou Goldstein                           | 3:51     |  |
| 47:48 |                                      |                                                                                 |                                              |          |  |

| Edición de Target (pista adicional) |                              |                                          |                    |          |  |
| N.º                                 | Título                       | Escritor(es)                             | Productor(es)      | Duración |  |
| 15.                                 | «I Hate You, Don't Leave Me» | Lovato E. Kidd Bogart Goldstein Kiriakou | Kiriakou Goldstein | 3:34     |  |

| Edición del Reino Unido (pistas adicionales) |                           |                                |                     |          |  |
| N.º                                          | Título                    | Escritor(es)                   | Productor(es)       | Duración |  |
| 14.                                          | «Give Your Heart a Break» | Josh Alexander Billy Steinberg | Alexander Steinberg | 3:25     |  |
| 15.                                          | «Skyscraper»              | Toby Gad Kerli Kõiv Robbins    | Gad                 | 3:41     |  |

- Edición de lujo de Latinoamérica

| Edición de lujo de Latinoamérica |                              |              |             |          |  |
| N.º                              | Título                       | Escritor(es) | Producer(s) | Duración |  |
| 14.                              | «I Hate You, Don't Leave Me» |              |             | 3:33     |  |
| 15.                              | «Nightingale» (Live)         |              |             |          |  |
| 16.                              | «Really Don't Care» (Live)   |              |             |          |  |
| 17.                              | «Neon Lights» (Live)         |              |             |          |  |

- DVD – Edición de lujo de Latinoamérica

| DVD – Edición de lujo de Latinoamérica |                                                        |          |  |
| N.º                                    | Título                                                 | Duración |  |
| 1.                                     | «Heart Attack» (Video musical)                         |          |  |
| 2.                                     | «Made in the USA» (Video musical)                      |          |  |
| 3.                                     | «Neon Lights» (Video musical)                          |          |  |
| 4.                                     | «Really Don't Care» (Vevo Presents)                    |          |  |
| 5.                                     | «Heart Attack» (Vevo Presents)                         |          |  |
| 6.                                     | «Nightingale» (Live MTV Brasil)                        |          |  |
| 7.                                     | «Neon Lights» (Live MTV Brazil)                        |          |  |
| 8.                                     | «In Case» (Music Video)                                |          |  |
| 9.                                     | «Neon Lights» (Cole Planet With Myon & Shane 54 Remix) |          |  |

| Google Play Exclusive Bonus Track (septiembre de 2014) | |              |               |          |  |
| N.º                                                    | Título                                                                                                 | Escritor(es) | Productor(es) | Duración |  |
| 14.                                                    | «Give Me Love (Ed Sheeran- Cover) (Live at the Capital FM Studios in London, UK / 30 de mayo de 2014)» |              |               | 4:56     |  |

| Version Deluxe | |                                                                        |               |          |  |
| N.º            | Título                                                                                                 | Escritor(es)                                                           | Productor(es) | Duración |  |
| 14.            | «Up (feat. Demi Lovato)»                                                                               | Wayne Hector Mich Hansen Daniel Davidsen Maegan Cottone Peter Wallevik |               | 3:44     |  |
| 15.            | «I Hate You, Don't Leave Me»                                                                           | Lovato E. Kidd Bogart Goldstein Kiriakou                               |               | 3:33     |  |
| 16.            | «Let It Go»                                                                                            | Robert López Kristen Anderson-Lopez                                    |               | 3:45     |  |
| 17.            | «Give Me Love (Ed Sheeran- Cover) (Live at the Capital FM Studios in London, UK / 30 de mayo de 2014)» | Ed Sheeran Jake Gosling Chris Leonard                                  |               | 4:56     |  |
| 18.            | «Nightingale (Live from Honda Center)»                                                                 | Anne Preven Matt Radosevich Felicia Barton Lovato                      |               | 3:36     |  |
| 19.            | «Neon Lights (Live from Honda Center)»                                                                 | Mario Marchetti Tiffany Vartanyan Ryan Tedder Noel Zancanella Lovato   |               | 4:22     |  |
| 20.            | «Really Don't Care (Live from Honda Center)»                                                           | Carl Falk Rami Yacoub Savan Kotecha Demi Lovato Cher Lloyd             |               | 3:31     |  |

## Posicionamiento en listas

### Mensuales
| País      | Lista                    | Mejor posición |
| --------- | ------------------------ | -------------- |
| Argentina | Argentinian Albums Chart | 6              |

### Semanales
| País              | Lista                               | Mejor posición |
| ----------------- | ----------------------------------- | -------------- |
| Alemania          | Media Control Charts                | 9              |
| Australia         | Australian Albums Chart             | 14             |
| Australia         | ARIA Physical Albums                | 14             |
| Australia         | ARIA Digital Albums                 | 4              |
| Austria           | Austrian Albums Chart               | 6              |
| Bélgica (Flandes) | Belgian Albums Chart                | 1              |
| Bélgica (Valonia) | Belgian Albums Chart                | 5              |
| Brasil            | Brazil Albums                       | 1              |
| Canadá            | Canadian Albums Chart               | 1              |
| China             | China Albums Chart                  | 13             |
| Croacia           | Croatian International Albums Chart | 7              |
| Dinamarca         | Danish Albums Chart                 | 1              |
| Escocia           | Scottish Albums Chart               | 5              |
| España            | Spanish Albums Chart                | 1              |
| Estados Unidos    | Billboard 200                       | 3              |
| Estados Unidos    | Digital Albums                      | 3              |
| Finlandia         | Finnish Albums Chart                | 4              |
| Francia           | French Albums Chart                 | 9              |
| Grecia            | Greece Albums Chart                 | 12             |
| Irlanda           | Irish Albums Chart                  | 5              |
| Italia            | Italian Albums Chart                | 4              |
| Japón             | Japan Albums Chart                  | 206            |
| México            | Mexican Albums Chart                | 1              |
| Noruega           | Norwegian Albums Chart              | 4              |
| Nueva Zelanda     | New Zealand Albums Chart            | 7              |
| Países Bajos      | Dutch Albums Chart                  | 1              |
| Polonia           | Polish Albums Chart                 | 15             |
| Portugal          | Portuguese Albums Chart             | 15             |
| Reino Unido       | UK Albums Chart                     | 10             |
| Reino Unido       | UK Albums Download                  | 7              |
| República Checa   | Czech Albums Chart                  | 26             |
| Suecia            | Swedish Albums Chart                | 36             |
| Suiza             | Swiss Albums Chart                  | 36             |
| Suiza (Romandía)  | Romandie Albums Top 50              | 30             |
| Taiwán            | Taiwanese Albums Chart              | 5              |

Sucesión en lista
| Predecesor: To Be Loved de Michael Bublé | Canadian Albums Chart — Álbum número uno 1 de junio de 2013 — 7 de junio de 2013 | Sucesor: Random Access Memories de Daft Punk |

### Anuales
| País              | Lista                    | Posición |
| 2013              | 2013                     | 2013     |
| ----------------- | ------------------------ | -------- |
| Bélgica (Flandes) | Belgian Albums Chart     | 105      |
| Brasil            | Brazil Albums Chart      | 20       |
| Estados Unidos    | Billboard 200            | 94       |
| Italia            | Italian Albums Chart     | 97       |
| México            | Mexican Albums Chart     | 53       |
| 2014              |                          |          |
| Brasil            | Brazil DVDs Albums Chart | 14       |

### Certificaciones
| América del Norte |                  |            |   |         |        |
| Canadá            | CRIA             | Oro        | ● | 40 000  | [ 24 ] |
| Estados Unidos    | RIAA             | Oro        | ● | 500 000 | [ 79 ] |
| América Latina    |                  |            |   |         |        |
| Argentina         | CAPIF            | Oro        | ● | 20 000  | [ 80 ] |
| Brasil            | ABPD             | Diamante   | — | 172 000 | [ 23 ] |
| Colombia          | ASINCOL          | Oro        | ● | 5000    | [ 25 ] |
| Ecuador           | IFPI — Ecuador   | 2x Platino | ● | 9000    | [ 81 ] |
| México            | AMPROFON         | Oro        | ● | 30 000  | [ 26 ] |
| Asia              |                  |            |   |         |        |
| Camboya           | UMG              | Oro        | ● | 5000    | [ 82 ] |
| Filipinas         | PARI             | Oro        | ● | 7500    | [ 83 ] |
| Indonesia         | IFPI — Indonesia | Platino    | ▲ | 15 000  | [ 84 ] |
| Malasia           | RIAM             | Platino    | ▲ | 10 000  | [ 85 ] |
| Singapur          | RIAS             | Oro        | ● | 5000    | [ 86 ] |
| Europa            |                  |            |   |         |        |
| Dinamarca         | IFPI — Dinamarca | Oro        | ● | 10 000  | [ 87 ] |
| Noruega           | IFPI — Noruega   | Platino    | ▲ | 20 000  | [ 88 ] |
| Reino Unido       | BPI              | Oro        | ● | 100 000 | [ 89 ] |
| Suecia            | GLF              | Oro        | ● | 20 000  | [ 90 ] |

## Premios y nominaciones
A continuación, una lista de algunos de las nominaciones y premios que obtuvo el álbum en distintas ceremonias de premiación.
| Año  | Ceremonia de premiación | Categoría             | Resultado | Ref.   |
| ---- | ----------------------- | --------------------- | --------- | ------ |
| 2013 | World Music Awards      | Mejor álbum del mundo | Nominada  | [ 91 ] |

## Historial del lanzamiento
| País            | Fecha              | Formato              | Sello discográfico    |
| --------------- | ------------------ | -------------------- | --------------------- |
| Australia       | 10 de mayo de 2013 | CD, descarga digital | Hollywood Records     |
| Nueva Zelanda   | 10 de mayo de 2013 | CD, descarga digital | Hollywood Records     |
| Países Bajos    | 10 de mayo de 2013 | CD, descarga digital | Universal Music Group |
| Noruega         | 10 de mayo de 2013 | CD, descarga digital | Universal Music Group |
| Suiza           | 10 de mayo de 2013 | CD, descarga digital | Universal Music Group |
| Bélgica         | 13 de mayo de 2013 | CD, descarga digital | Universal Music Group |
| República Checa | 13 de mayo de 2013 | CD, descarga digital | Universal Music Group |
| Francia         | 13 de mayo de 2013 | CD, descarga digital | Universal Music Group |
| Italia          | 13 de mayo de 2013 | CD, descarga digital | Universal Music Group |
| Polonia         | 13 de mayo de 2013 | CD, descarga digital | Universal Music Group |
| Portugal        | 13 de mayo de 2013 | CD, descarga digital | Universal Music Group |
| España          | 13 de mayo de 2013 | CD, descarga digital | Universal Music Group |
| Brasil          | 13 de mayo de 2013 | CD, descarga digital | Hollywood Records     |
| Hong Kong       | 13 de mayo de 2013 | CD, descarga digital | Hollywood Records     |
| India           | 13 de mayo de 2013 | CD, descarga digital | Hollywood Records     |
| Malasia         | 13 de mayo de 2013 | CD, descarga digital | Hollywood Records     |
| Medio Oriente   | 13 de mayo de 2013 | CD, descarga digital | Hollywood Records     |
| Canadá          | 14 de mayo de 2013 | CD, descarga digital | Hollywood Records     |
| Estados Unidos  | 14 de mayo de 2013 | CD, descarga digital | Hollywood Records     |
| Irlanda         | 17 de mayo de 2013 | CD, descarga digital | Universal Music Group |
| Reino Unido     | 20 de mayo de 2013 | CD, descarga digital | Universal Music Group |
| Alemania        | 30 de mayo de 2013 | CD, descarga digital | Universal Music Group |